# Папа Јован Павле I
Јован Павле I (лат. Ioannes Paulus PP. I, итал. Giovanni Paolo I; Албино Луцијани; 17. октобар 1912 — 28. септембар 1978) је био католички папа и суверен Ватикана.

## Биографија
Изабран је за папу 26. августа 1978, а 33 дана касније је умро. Био је трећи по реду папа са најкраћом службом (прво место заузима папа Урбан VII, који је био папа само 12 дана) што је резултовало да су се 1978. године на месту папе промениле три особе. Папа Јован Павле I је био први папа који је рођен у 20. веку. Преминуо је 28. септембра 1978. године.